# 中國商飛C919
中国商飞C919（简称：C919）是由中国商飞制造的一款单通道150座级窄体干线民航飞机，其为中短程的航线設計，标配168个座位，最多可容纳190个座位。截至2025年5月，中国商飞已累计交付18架C919，运营2.8万小时，载客157万人次。
C919项目于2008年启动，其首架原型机最初计划于2014年实现首飞，并在2016年交付航空公司投入使用。后因延期调整 ，于2015年11月2日首架C919总装完毕，原型机尾号为B-001A，於中国商飞公司总装制造中心浦东基地厂房内正式下线。原型机於2016年12月25日送交试飞中心；2017年4月，高速滑行试验完成；并於2017年5月5日下午两点在上海浦东国际机场顺利完成首飞。2022年頒發適航证并交付。2023年5月28日运营载客。
目前C919使用CFM國際的LEAP 1C发动机，未来计划增加中国国产的CJ-1000A发动机选项。該機主要透過全球合作商供應關鍵系統製造，也有保留推進國產替代一部分零件的計畫。2025年5月，美國商務部暫停LEAP發動機出口至中國商飛公司，此舉將影響C919的生産。2025年7月3日，美國商務部通知美國航空引擎供應商GE航空航天，解除對中國商飛C919飛機的引擎出口禁令，C919將恢復正常生產。

## 命名
C919全称为COMAC-C9-19，C取自中国（China）和中国商用飞机有限责任公司（COMAC）的首字母；飞机型号选择“9”，是因为九与“久”谐音，在中国传统文化中代表永恒，象征“天长地久”；“19”指最大载客量为190个座位，但其实际最高载客人数为174人而非190人。

## 發展

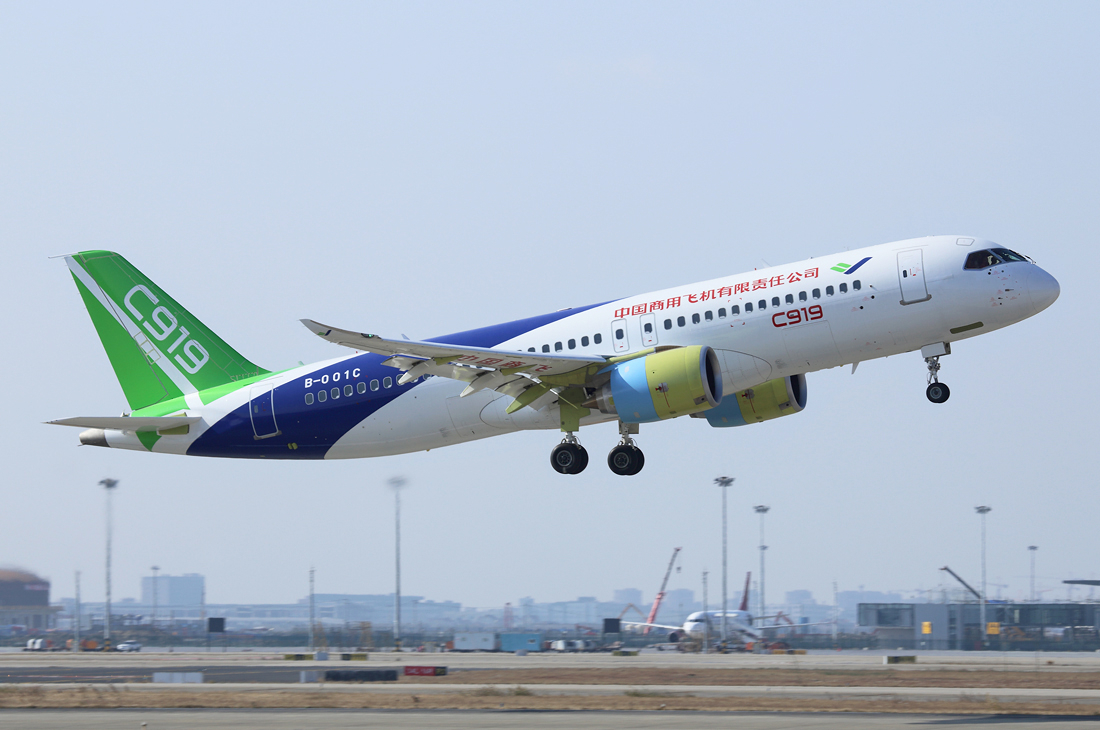
C919第三架原型機試飛中

### 背景
2001年4月，中国以“两弹一星元勋”、两院院士王大珩为代表的20多位院士向中共中央建言，希望中国重视对大型飞机的研制。2003年春，王大珩再次上书时任中华人民共和国国务院总理温家宝。在这份建议中，他提出“中国要有自己的大飞机”。
2003年6月，中国正式启动“中长期科技发展规划纲要”的编制工作，并于同年11月陆续成立了由中华人民共和国国务院批准的国家重大专项论证组。“大飞机专项”是第一个也是论证最为艰苦的一个“重大专项”，论证主要是解决三个方面的问题，即“中国要不要做、能不能做和怎么做”。“大飞机专项”论证组由北京航空航天大学校长李未担任专家组长，参与者包括上海航空学会理事长、上海航空公司顾问薛德馨，北京大学教授路风，中国共产党中央委员会政策研究室研究员王超平，中华人民共和国国家发展和改革委员会、国有资产研究中心主任高梁等航空工业系统、科技部、国内知名大学的专家。专家组先后赴上海、西安等地考察，经过近8个月论证，向国务院提交了一份报告，建议上马大飞机。在这份报告的推动下，大飞机立项逐渐明朗。
2006年1月5日，时任国防科工委新闻发言人金壮龙在国防科技工业工作会议新闻发布会上发布：中国在“十一五”期间，将“适时启动大飞机的研制”。这是中国在1985年“运-10”项目终止后，时隔20多年再一次公开宣布要自主研制大飞机。
2006年2月9日，在中华人民共和国国务院颁布的《国家中长期科学和技术发展规划纲要(2006年-2020年)》中，大型飞机被确定为“未来15年力争取得突破的16个重大科技专项”之一。在随后召开的十届全国人大四次会议上，国务院总理温家宝郑重宣布，中国将启动大型飞机研制项目。为细化方案，2006年7月，科技部会同发改委、国防科工委等部委，再次组建专家论证组对大飞机项目进行论证。
2007年1月，近3万字的论证报告最终形成，同年2月26日，温家宝主持召开国务院第170次常务会议，听取大型飞机重大专项领导小组关于大型飞机方案论证工作的汇报。会议原则批准大型飞机研制重大科技专项正式立项，同意组建大型客机股份公司，要求尽快开展工作。至此，大型客机项目正式立项。2008年5月11日，中国商飞成立。
与终止于1986年的运-10不同，C919導入多種新技術，以商業運營作為前提，是一种全新的市场化民航客机。製造大飛機是中國產業發展的重要环节，因此C919是中國國家經濟戰略的要角之一。首架机於2015年11月在浦东基地总装下线。

### 審定期間
2019年8月，第四架C919大型客機104號機早晨從上海浦东国际机场起飛，經過1小時25分鐘的飛行，在完成多個試驗點、對飛機各系統進行初始操縱檢查後，返航並平穩降落，順利完成其首次試驗飛行任務。中國商飛介紹說，104號機是C919大型客機第四架試飛飛機，主要承擔航電系統、起飛著陸性能、自動飛行系統和自然結冰等相關科目的試飛任務，路透社報導，中國商飛计划在2021年取得適航證，而非2018年6月設定的目標即2020年取得適航證。中国民用航空局的負責人李健（音譯）表示飛機設計、製造、飛航性能和穩定性上有瑕疵，仍待進一步改善後才可以取得適航證。
2020年2月15日，華爾街日報报道传闻美国政府计划制定法案，限制现阶段C919所使用的发动机LEAP-1C出口以制裁中国。2月16日，生产该发动机的生产商之一美國通用电气对此拒绝评价。
2020年3月19日，第6架C919亦完成飛行推力確認試飛，並於同月25日在央視節目《新聞直播間》中公佈；同時，02架次測試機完成總裝，即將進行金屬疲勞測試。2020年4月2-3日，中國商飛與锡林浩特机场方面完成C919在該機場進行地面側風測試的前期交接工作。4月7日，美國政府正式批准LEAP-1C發動機出口許可延期，有效期至2025年；同日，第四架C919（B-001E）完成更換配重後的首次滑行測試。2020年4月23日，中国商飞第二架C919（B-001C）转场计划在锡林浩特机场展开，5时50分从东营机场起飞，7时40分平稳降落锡林浩特机场，开展后续“地面侧风”试飞工作。
2020年6月24日，第二架C919（B-001C）再轉場前往新疆進行高溫測試，途經鄂尔多斯及銀川進行測試及整備，並於四日後抵達吐魯番交河機場，其後進行了13次高溫試飛。
2020年6月30日，第一架C919（B-001A）在閻良完成失速改出傘測試。
2020年7月尾，其中一架C919完成大坡度機動測試；而在相關影片中，亦首次公開C919駕駛室的玻璃驾驶舱設計。
2020年8月7日，第二架C919（B-001C）由新疆轉場前往敦煌莫高國際機場，以進行熱燃油試飛測試。
2020年8月20日，第四架C919（B-001E）由閻良轉場返回上海浦東國際機場，為未來前赴加拿大進行自然結冰測試作準備，並在出發前進行重漆工作。與此同時，中飛通航亦派出第二架ARJ21全程伴飛。 
2020年10月31日至11月1日举行的2020年南昌飞行大会上，C919首次亮相行业活动并进行飞行表演。

### 取證情況
2020年11月27日，C919獲中國民用航空局發出型號檢查核准證，該資格證明是其中一個重要步驟，代表獲准可以進行取證的試飛。據悉，C919飞机型号检查核准书评审会在江西南昌瑶湖机场召开。中国民航上海航空器适航审定中心签发C919项目首个型号检查核准书（Type Inspection Authorization，TIA）。这意味着C919飞机构型基本到位，飞机结构基本得到验证，各系统的需求确认和验证的成熟度能够确保审定试飞安全有效；同时也标志着C919飞机正式进入局方审定试飞阶段。
2020年12月21日，第二架C919（B-001C）由敦煌轉場至武漢天河國際機場，並於翌日飛往山東東營，是C919首次在武漢起降。12月25日，第五架C919（B-001F）由閻良前往呼倫貝爾機場進行高寒測試。
2020年12月30日，C919完成第2,000次全機疲勞測試。
2021年1月15日，第五架C919（B-001F）完成高寒測試，隨後於翌日轉場山東東營。
2021年1月22日，第四架C919（B-001E）在閻良試飛院完成首次局方審定試飛。2021年1月30日，第六架C919（B-001G）在瑤湖完成濺水測試。2021年2月，加拿大国际试飞员学院透露C919已確定出國時間，預計於同年3月至秋季間，擇機前往加拿大倫敦國際機場進行自然結冰測試。2021年2-3月，第六架C919（B-001G）在瑤湖完成防雷擊測試。2021年3月，C919在呼倫貝爾完成輔助動力系統地面結冰測試。2021年4月3日，C919的全機疲勞測試（起始階段）完成審查。
2021年11月3日，中国民航局航空器适航审定司司长杨桢梅表示，符合性飞行试验工作3273个试验点，审定试飞科目276项，目前已完成1694个试验点和34项审定试飞科目，还有自然结冰等大量试飞工作需要完成。
2022年5月14日，即将交付首家用户的首架C919（B-001J）首次飞行试验成功。
2022年7月3日，在陝西渭南機場召開總結大會，宣布六架C919試飛測試工作全數完成，慶祝階段性收官，獲得資格後的下一步，是將會朝取證方向攻關。2022年8月1日，中国商飞公告C919完成取证试飞，接下來如果已考取成功，就是等待正式確認的發照。
2022年9月29日，C919获得中国民航局颁发的型号合格证。
2024年9月19日，一架C919从成都双流国际机场飞往拉萨贡嘎国际机场。这是C919首次在高原环境试飞，为后续满足高高原航线运行和高原型号的研发奠定基础。

### 生产及交付

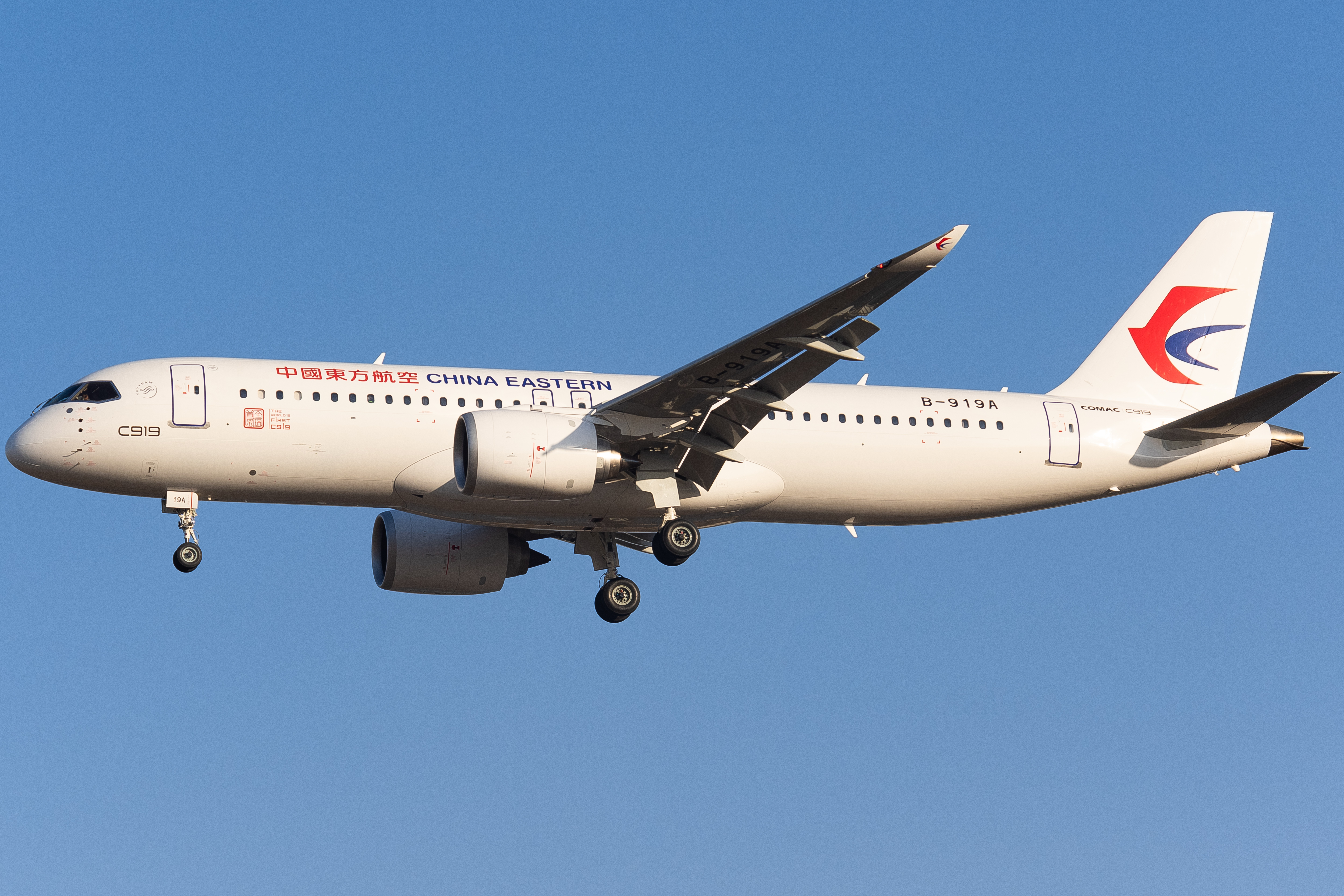
东航首架C919（B-919A）在完成首次验证飞行后降落在北京首都国际机场（2022年12月26日摄）

2022年9月1日，C919飞机首发用户中国东方航空在其半年报中表示预计在2022年内接收1架C919客机，较此前预期的3架数量有所减少。首批订单中的后4架飞机预计将于2023年交付。2022年9月26日至30日，民航上海监管局联合民航华东地区管理局适航维修处、合格证管理办公室以及东航专家对上海飞机客户服务有限公司开展了C919 机型维修培训能力审查，保障C919飞机顺利交付。
2022年11月21日，东航董事会秘书汪健表示，关于C919飞机的引进，首架将于2022年年底交付并于2023年上半年满足民航局规章要求后尽早投入商业运营，其余订单将结合供应商的生产和交付计划预计在2023-24年完成交付。
2022年12月9日，C919首次交付，中国东方航空為此舉行了首發儀式。民航華東地區管理局向東航頒發國籍登記證、單機適航證（AC證）、電台執照（呼號：EQ-BL,識別號：36017360）。商飛申請的登記編號特別定為B-919A，並頒發飛機銷售證（出廠序號：00007）。至此，中国民航运输市场首次拥有了中国自主研发的喷气式干线飞机。這架特殊的飛機並刻有「全球首架」標誌，贈與東航「C919全球首架紀念鑰匙」為禮。并在上海浦东国际机场于虹桥机场之间进行了试飞，這個航班稱為MU919。同時客艙設計聽取了東航的意見進行不斷改良的訂製，佈局不只有經濟艙、也有商務艙，並強調乘坐舒適性可以體驗到與進口飛機匹敵的感受。接下來，該機將還會前往中國大陸各個主要機場，完成排練、定期檢修、人員驗收與經營成本等與航司規範相關的項目，東航並預計在2023年初能滿足主管方營運C919的資質要求。根據東航內部的計畫，預計在明年春运时投入首航，而且將打破只飛區域航線，C919一開始就會以服務一二線城市旅客為主，北上廣深為首的市民將迎來全國產飛機執飛的航線。
2023年7月14日，民航华东地区管理局向中国东方航空颁发第二架C919飞机的国籍登记证、适航证、无线电台许可证，第二架C919飞机的注册号为B-919C，标志着该飞机已具备商业运营资质，符合民航规章的适航要求。
2023年7月16日，中国东方航空在上海正式接收第二架国产C919大型客机。上午10时，飞机从上海浦东国际机场调机飞往上海虹桥国际机场，正式“入列”东航机队。新一架C919飞机的到来，标志着东方航空商业运营C919大型客机正在提速。

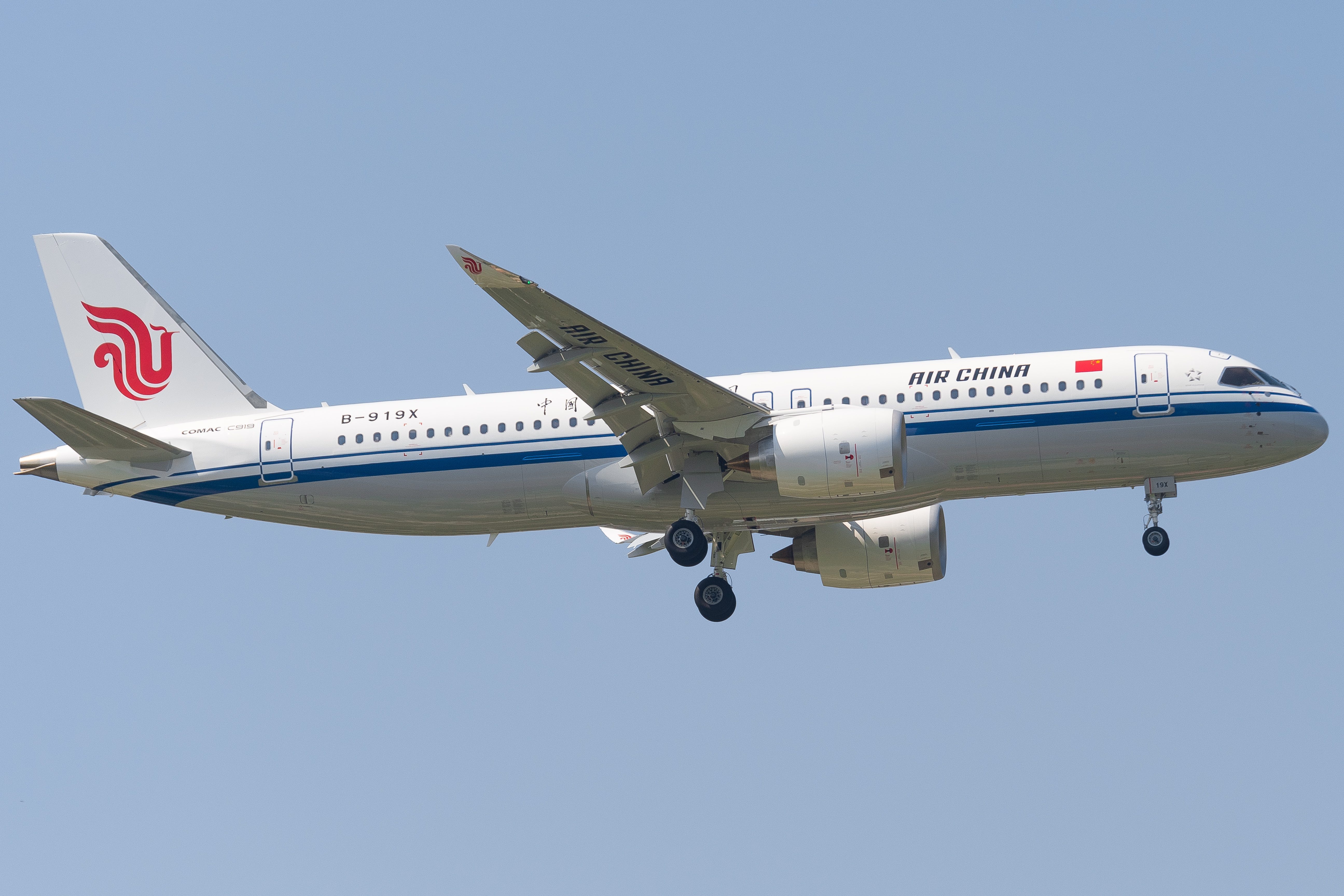
中国国际航空首架C919于2024年8月29日调机至北京

2024年8月28日晚間，商飛向中国国际航空和中国南方航空分別交付其第八架和第九架C919飛機，这是国航和南航首次接收C919飞机，也是第一架延遠型C919初號機交付，相比2023年組裝3架，24年度產能翻了兩番，來到一年交付能力達10架左右。
2024年年底交付最後一架C919後，雖然仍偶有配件研發完成與批量生產廠房二期等等的擴產消息，但就連續多個月沒有再次發佈交付消息。外界認為節奏被打斷，可能是美國新政府對華態度丕變，疑是施壓斷供致飛機突然停產，尤其在關稅戰之後進口美國零件困難，如果產量問題讓銷售壓力遲遲無法緩解，恐怕整個商業計畫將有變數。不過4月17日，《香港01》報導，一批上海新質生產力研學團的學生參訪了C919生產線，看見機棚內已有5架C919正在組裝，而且據講解員透露，目前是提升至一個月一架的速度出廠中，並表示將針對美製關鍵做突破，「越卡我們越自主」。同行的商飛代表回應記者提問時，首度坦承，波音爭端與關稅升級，確實對部分業務構成短期影響，比如代工737零件業務也萎縮，但強調「總裝集成」本身即是全球性產業大格局將不變，關鍵是同時掌握部分產能的自主替代。
2025年7月彭博報道，中美爲落實倫敦經貿會談成果，GE Aerospace已獲聯邦政府通知，可重啟對中國商飛（COMAC）的引擎發貨，C919的產能危機暫時獲得解決，同時含C909的供應商也獲得放寬，但港媒認為中國即使拉西方產品參與競爭，應該對國產發動機市場的前景影響有限，尤其官方資金仍然會持續押注自製航發以備萬一。
| 航空公司     | 2022 | 2023 | 2024 | 2025 |
| ------------ | ---- | ---- | ---- | ---- |
| 中国国际航空 | 0    | 0    | 3    | 1    |
| 中国东方航空 | 1    | 2    | 7    |      |
| 中国南方航空 | 0    | 0    | 3    | 2    |
| 年度交付     | 1    | 2    | 13   | 3    |
| 總計         | 19   | 19   | 19   | 19   |

### 运营

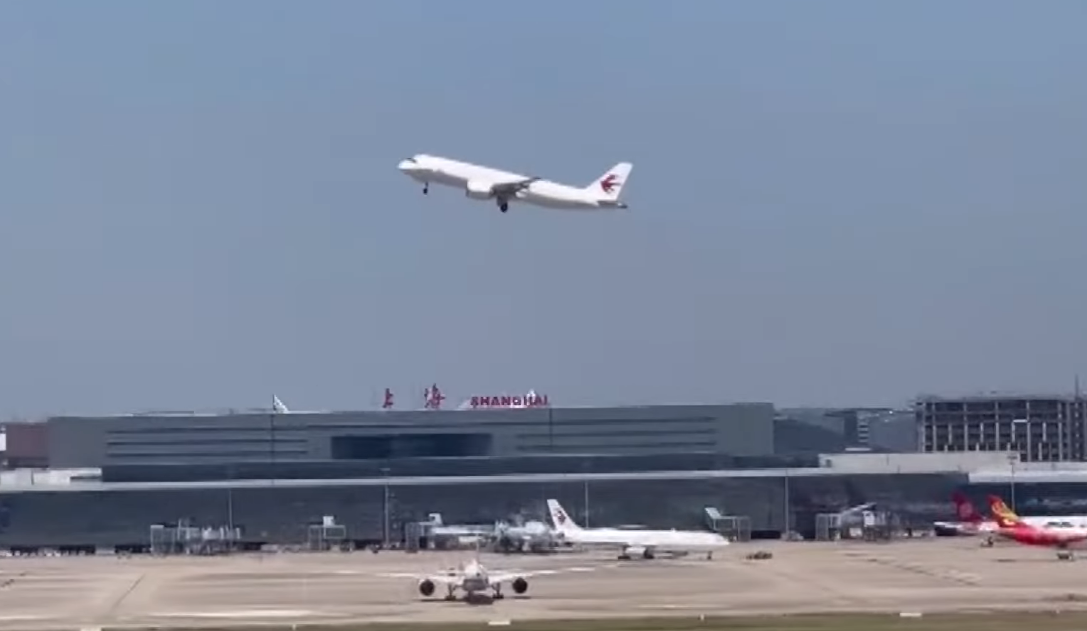
2023年5月28日早上10點32分，B-919A执行首次商飞的MU9191航班从上海虹桥国际机场起飞，前往北京首都机场

2022年12月26日起，中国东方航空的全球首架C919国产大飞机开启验证飞行。2023年因CFM國際LEAP-1C發動機「反推」故障原因終止驗證，回廠後停飛長達100多天。5月17日起復航，同月造訪南京等城，量產2號機「B-001K」（臨時編號）也開始驗證飛行，執行了從上海到敦煌的航線。
2023年5月28日，第一趟C919商業航班在早上10點32分自上海正式展開，機上供應專門設計的餐點「五福臨門」，臘味煲仔飯，搭配三色果盤、919特色芒果布丁、巧克力酥餅及上海老品牌大白兔奶糖等，也有高畫質電影提供觀賞。航机抵达首都机场后，工作人员为其安排民航最高礼仪的水门穿过，以此庆祝首飞成功。下午由北京首都國際機場返回上海虹橋國際機場的首次商業飛行結束後，之後開始將先以上海為基地，在飛往成都的黃金航線上常態化經營MU9197次定期航班，初始票價為919元起，但因十分搶手，旅客稱目前為止如果訂票，到手價格往往比這個數字要高。当天执行的MU9191次航班航班的第一排乘客，分别是中国民航局局长宋志勇、中国商飞董事长贺东风、中国东方航空总经理李养民以及工信部部长金壮龙（曾任中国商飞总经理、董事长）；第二排中部的两位为C919总设计师、中国商飞首席科学家、院士吴光辉和航空系统工程及信号处理专家、院士张彦仲。
2023年7月16日，第二架搭檔滬蓉專線的C919（B-919C）由中国东航在上海接收。8月2日，东航第二架C919客机从上海虹桥机场起飞，前往成都天府机场。8月4日，东航的两架C919首次共同执行“上海虹桥—成都天府”航线（“沪蓉快线”）。此後每逢周一、周三、周五、周日，东航的两架C919飞机在上海虹桥—成都天府之间执行4个航班，其他时间每天执行2个航班。自9月7日起，C919执飞的沪蓉航线进一步加密，由两架C919每天各执飞一对航班。
2023年12月13日东航投运第三架C919客机（B-919D）。2024年1月2日东航接收第四架C919，截至2023年底，东航C919机队共累计商业运行1914.13小时，累计执行商业航班655班，承运旅客近8.2万人次。2024年1月9日起，东航C919开始执飞上海虹桥—北京大兴航线，同时东航开始在滬蓉專線让单架C919每天执行3个航班。3月8日起，东航C919开始执飞上海虹桥-西安咸阳航线。
2024年6月1日，东航C919执飞的MU7192航班自香港国际机场出发，飞抵上海虹桥机场，是C919首次执飞跨境商业包机。此次航班运载从香港前往上海实习的百余名香港青年学生。
2024年6月5日，搭载可持续航空燃料的C919在东营机场执行演示飞行任务。
2024年6月14日起，东航C919开始执飞第四条定期航线上海虹桥-广州白云。
2024年8月5日起，中国东方航空开始以C919执飞全新航线——西安咸阳往返北京大兴。这是东航C919继执飞上海虹桥—成都天府、上海虹桥—北京大兴、上海虹桥—西安咸阳、上海虹桥—广州白云航线之后的第5条商业定期航线。
2024年8月28日，C919飞机在上海飞机制造有限公司浦东基地内分别交付给國航、南航並開放賓客靜態試乘，由於搭乘時間更長，媒體介紹國航C919的座位明顯有更舒適的間距、方便的靠背支架等特徵。南航的C919則公佈新增豪華經濟艙18席，是唯一採用3艙等級164位佈局的，而據了解，南方航空方面也同商飛一起做了創新，除了在行李空間標示改善之外，與東航類似，南航特別版C919餐食以「圓夢」為思路，將會針對C919旅客設計的幾種嶺南粵式飞机餐、訂製飲料。次日早晨，首架飛機各自飛回基地準備投入商業首飛，這標誌着C919飛機即將開啟多用戶運營新階段。

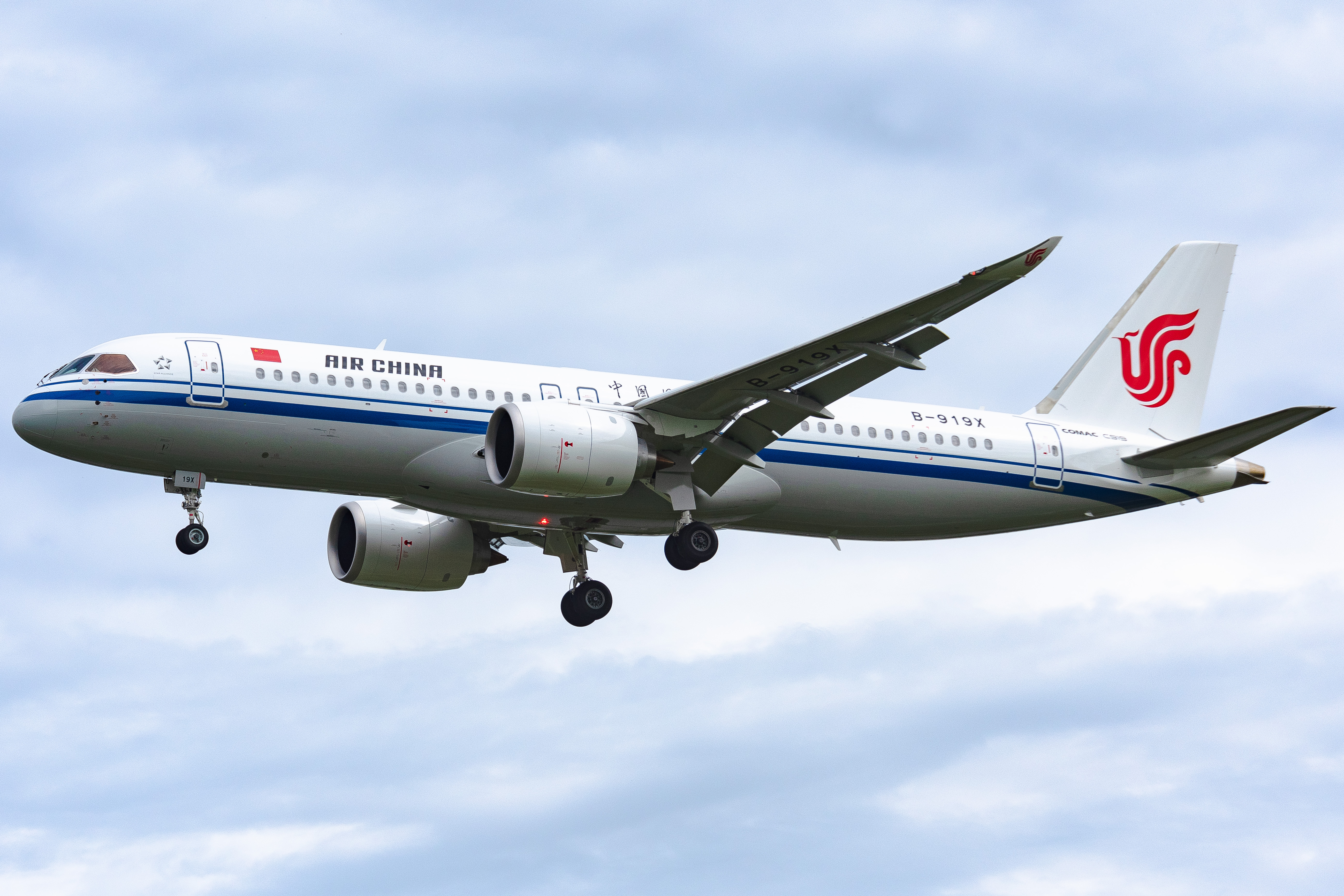
2024年9月11日，中国国际航空首架C919（注册号为B-919X）执飞的CA1508抵达北京首都国际机场

2024年9月10日，中国国航首架C919（注册号为B-919X）执飞的首航航班CA1523从北京首都国际机场抵达上海虹桥国际机场。次日，国航首架C919开始常态化执飞北京首都往返上海虹桥、北京首都往返杭州萧山航线，航班号分别为CA1507/1508和CA1722/1727。

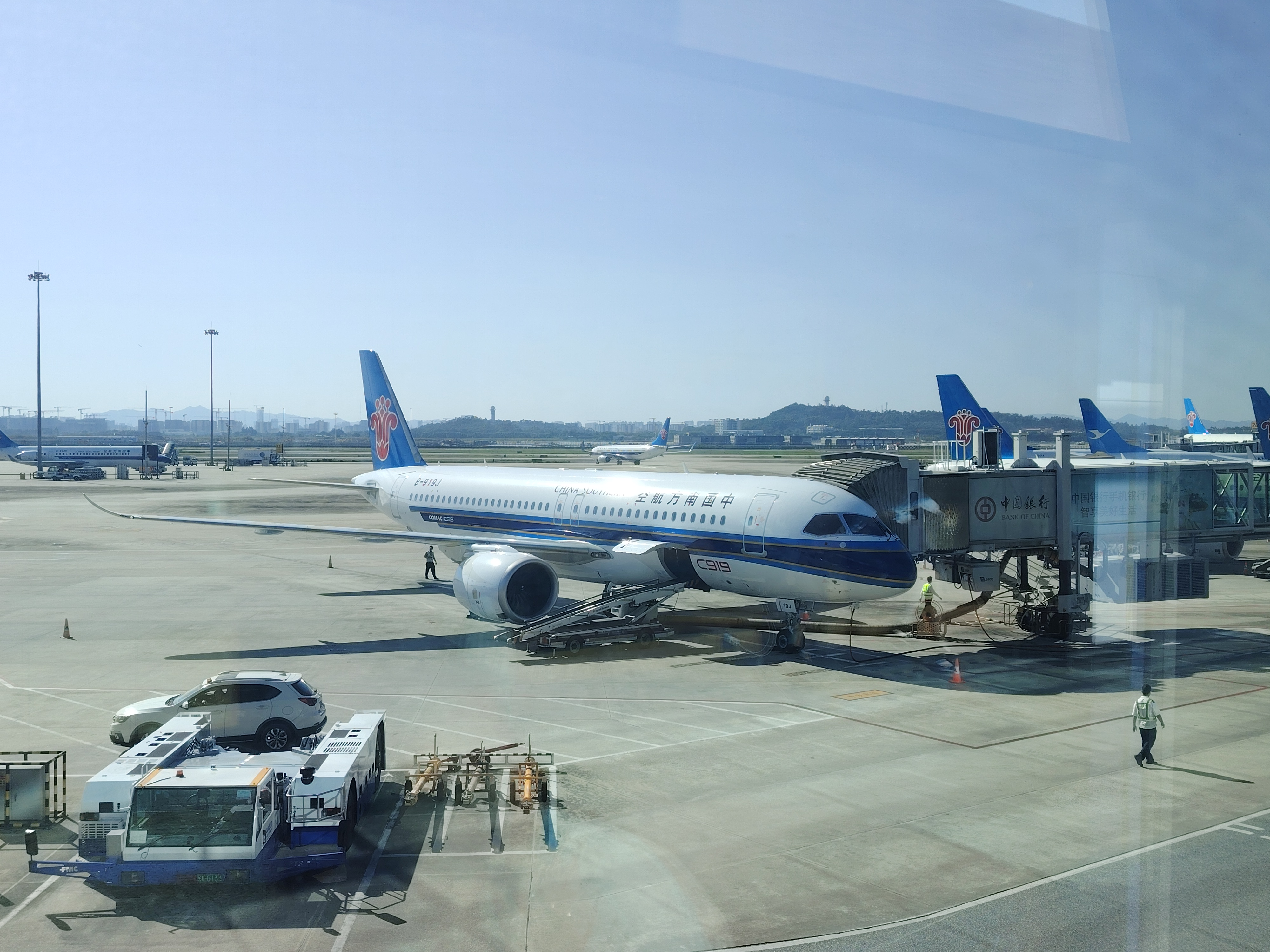
中國南方航空首架C919执飞广州至上海虹桥航线

2024年9月19日，中國南方航空首架C919（注册号为B-919J）执飞的首航航班CZ3539從廣州白雲機場抵达上海虹橋機場，C919由此实现了中国三大航的商业运营。南航C919后续将开通广州至杭州、广州至北京大兴等航线。
2024年10月27日，中国东方航空C919开始执飞上海虹桥-太原武宿航线，为其第六条航线。
2024年11月28日，编号为B-657T的C919加入东航机队，该机亦为该型号中首次搭载客舱局域网服务功能。
2024年12月初，中国东方航空C919开始执飞上海虹桥-重庆江北、上海虹桥-武汉天河航线；中國南方航空C919于12月11日开始执飞广州-海口美兰航线。至此，具備C919通航保障資質的機場达到雙位數个。12月19日，C919累计承运旅客突破100万人次，该旅客来自于东航执飞的上海虹桥-西安咸阳MU2158航班。
2025年1月1日起，中国东方航空C919开始执飞上海虹桥-香港航线，航班号为MU721/722。首发航班由贴有央视新闻“闪耀中国红”特别涂装的B-657T执飞。根据沪港航线的特点，东航在该航班上供应以粤菜和上海本帮菜为主的餐食。该航线亦成为C919执飞的首条中国大陆境外航线。專家表示，C919執飛香港航線，目標是有助於取得歐洲航空安全局（EASA）及美國聯邦航空局（FAA）的認證審查，雖然飛機設計與歐美兩家相比沒落後太多，但要實現盈利，仍需達到日均使用8小時以上，且簽派可靠性需達到99.5%以上，機隊規模五十架以上等高難度的指標。
2025年4月28日，法媒報導稱C919飛入歐洲大概要等到2030年，據歐盟EASA署長吉耶梅（Florian Guillermet）的訪問，吉耶梅表示「正如我們通知該公司的聲明，C919並無法2025年內獲認證，我們應會三至六年內完成C919適航認證審查」，不過也稱從設計、零組件驗證到後續試飛階段，中方提供大量資源、承諾和技術實證，並透露早在四年前便與中國商飛合作，相信到時能成功。

### 展示

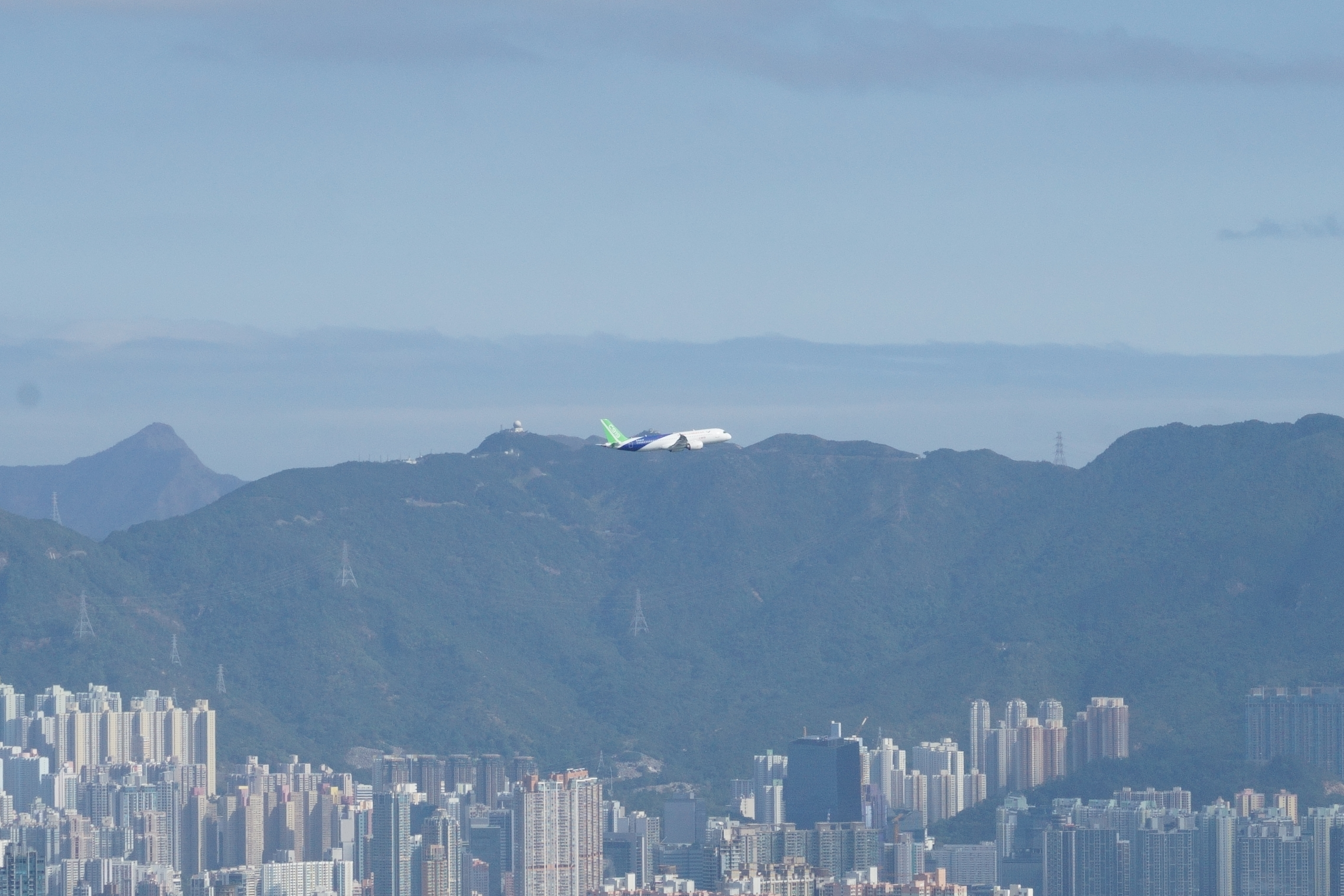
C919在維港上空低空飛行

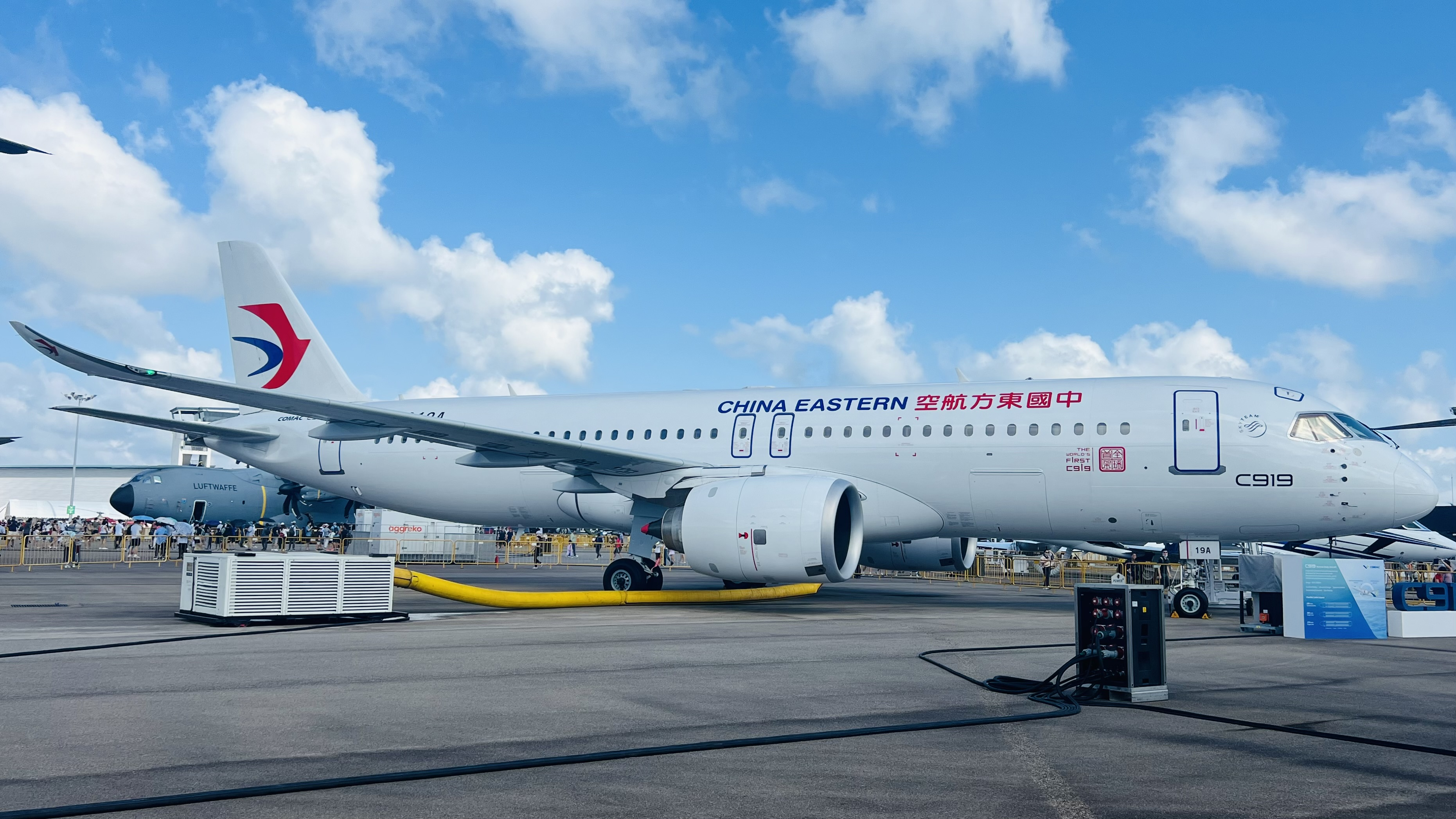
2024年2月25日，新加坡航展中展出的B-919A

2023年12月12-17日，C919及ARJ21飛機首次在香港機場進行靜態展示；其中C919飛機在16日於維港上空進行飛行演示。
2024年2月15-20日，C919及ARJ21飛機首次前往新加坡參加新加坡航展，這是C919客機首次飛往至海外，和首次實體參加國際航展。同月27日起，C919及ARJ21飛機在越南、老撾、柬埔寨、馬來西亞、印尼等東南亞國家開展演示飛行，首次於海外大規模展示。
2024年11月7日，國航第二架C919飛機（註冊編號B-919Y）飛抵澳門，於8至10日亮相於第十三屆澳門公務航空展，這是C919客機第二次在特別行政區進行展示。

## 设计和生产

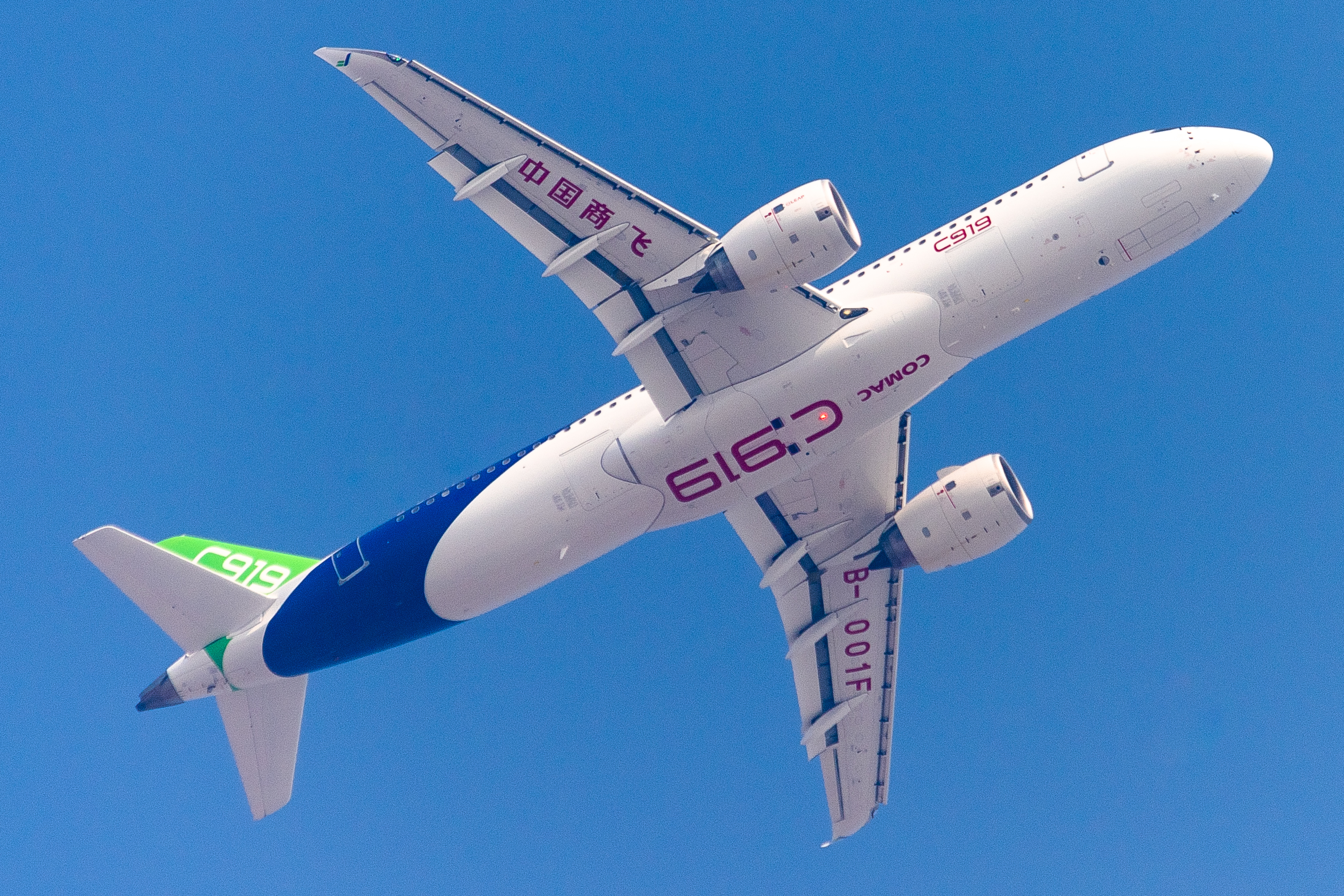
试验机B-001F底部外观

中国商飞表示，由于已知销量（绝大多数为中国国內航空的意向订单）远小于同样大小的波音和空中客车机款，该公司商用客机单价成本不可避免的更贵，但随着订单数的攀升将会逐步降低。其使用了与波音737 MAX和空中巴士A320neo系列相同的CFM LEAP 系列发动机。
在設計階段，中国商飞預期C919比當時生產的波音737新世代和空中巴士A320节省15%燃料，减碳排放50%，载客數多8到10人，且座位空间更宽敞。不過，隨着兩大飛機生產商推出新一代窄体飞机，節省燃料和減少碳排放的優勢已被追平。中国商飞預期這款產品有競爭力的部分主要是瞄準在經濟與舒適性，可以與對手的新型飛機媲美。另有消息指出商飞在积极寻求开发国产引擎替代，并称订单超过千架，但该报道拒绝透露具体买家和单价。不过，东航披露，C919的目录单价为每架0.99亿美元。
C919客机的自主创新，主要是項目的設計與管理，而且於疫情期間仍走完了開發取證的經驗累績，而不在於追求其國產化率，中國大陸媒體指，飛機產業由多國合作造機並不罕見，據分析，其重要性反映在五个方面：一，总体方案来自于中方；二，自行主持气动外形设计并进行相关试验；三，机体从设计到制造完全由中国完成；四，在中国进行各种来自不同供应商的系统的集成；五，由中国进行全面管理。

### 部件製造
C919採用中外部件組裝而成，将首先配备美法合資CFM国际生产的CFM LEAP 系列发动机，型号为LEAP-1C。其中引擎吊舱和推力反向器来自美国奈塞，采用大量复合材料，并进行了减噪处理，具有高级进气道调控功能和电传控制的推力反向器，轮胎则采用法國米其林公司的Air X子午线轮胎。核心航电系统、显示系统、机载维护系统和航电系统综合服务由美国通用电气航空提供，液压系统、主飞控作动系统、 燃油系统和油箱惰化系统由美国派克汉尼汾公司提供，飞行控制系统、机轮和刹车系统、辅助动力装置及导航系统由美国霍尼韦尔提供，电源系统产品的研发和制造由美国汉胜公司承担，综合监视系统（Integrated Surveillance System）、通信与导航系统和全动模拟机由美国罗克韦尔柯林斯与多家中国公司合资研制生产，高升力系统有穆格公司参与。另有消息指出C919未来将提供国产CJ-1000A发动机供客户选择，该发动机是中国产第一部民用大涵道比涡轮发动机，但未獲確定。
国产部分，机头由中航工业成都制造，机头雷达由中航工业天津制造。机尾及垂尾由中航工业沈阳制造。中心翼盒、外翼盒、翼段、副翼由中航工业西安制造。前机身，中机身段以及后机身等值段由中航工业洪都制造。前缘襟翼与后缘襟翼由中航工业昌河制造。中国商飞上海为第一生产线和总装厂，中航工业洪都为拟定的第二生产线和第二总装厂。为配套C919的生产及总装，南昌航空工业城（即中航工业洪都新址）已于2009年开始建造，计划于2012年第四季度开始生产C919的主要部件。

### 国产发动机研製
中國航空發動機集團正试制中国首款商用航空发动机──CJ-1000A，预计将用于C919。目前，该计划正在加速推进中。

### 部件供應商表列
| 類別         | 系統             | 供應商                              | 國家          | 產品型號     | 來源    |
| ------------ | ---------------- | ----------------------------------- | ------------- | ------------ | ------- |
| 機體         | 機身             | 中國航空工業集團                    | 中國          |              |         |
| 機體         | 客艙座位         | 中航工業/嘉泰客艙系統               | 中國          | JT220B/E     |         |
| 機體         | 起落架           | 利勃海尔LAMC空航                    | 德國/中國合資 |              | [ 128 ] |
| 機體         | 主輪與鼻輪       | 漢威聯合航太                        | 美國          |              | [ 129 ] |
| 機體         | 煞車             | 漢威聯合航太                        | 美國          | Carbenix     | [ 129 ] |
| 機體         | 輪胎             | 米其林                              | 法國          | Air X 子午線 | [ 130 ] |
| 機體         | 高升力系统       | 穆格公司                            | 美國          |              | [ 126 ] |
| 航空電子設備 | 氣象雷達         | ALRAC (Collins Aerospace/中航工業)  | 美國/中國合資 |              | [ 131 ] |
| 航空電子設備 | 通訊及導航設備   | RCCAC (洛克威爾柯林斯/中电科)       | 美國/中國合資 |              | [ 132 ] |
| 航空電子設備 | 大氣數據系統     | 漢威聯合航太                        | 美國          |              | [ 129 ] |
| 航空電子設備 | 飛行控制系統     | 漢威聯合航太                        | 美國          |              | [ 129 ] |
| 航空電子設備 | 慣性導航系統     | 漢威聯合航太                        | 美國          | LASEREF IV   | [ 129 ] |
| 航空電子設備 | 機上娛樂系統     | 泰雷茲/中电科                       | 法國/中國合資 | 頂級系列     | [ 133 ] |
| 航空電子設備 | 空氣管理系統     | 利勃海爾                            | 德國          |              | [ 128 ] |
| 航空電子設備 | 飞行管理系统     | AVIAGE Systems (奇異航太/中航工業） | 美國/中國合資 | TrueCourse™  | [ 134 ] |
| 航空電子設備 | 飛行記錄器       | AVIAGE Systems (奇異航太/中航工業） | 美國/中國合資 |              | [ 134 ] |
| 航空電子設備 | 綜合備用儀表系統 | AVIAGE Systems (奇異航太/中航工業） | 美國/中國合資 |              | [ 134 ] |
| 航空電子設備 | 機載維護系統     | AVIAGE Systems (奇異航太/中航工業） | 美國/中國合資 |              | [ 134 ] |
| 航空電子設備 | 遠端介面單元     | AVIAGE Systems (奇異航太/中航工業） | 美國/中國合資 |              | [ 134 ] |
| 航空電子設備 | 电源系统         | 汉胜公司（Hamilton Sundstrand）     | 美國          |              |         |
| 動力系統     | 引擎             | CFM國際                             | 美國法國合資  | LEAP-1C      | [ 125 ] |
| 動力系統     | 輔助動力系統     | 漢威聯合航太                        | 美國          | HGT750       | [ 129 ] |
| 動力系統     | 引擎吊艙         | 奈塞                                | 美國          |              |         |
| 動力系統     | 推力反向器       | 奈塞                                | 美國          |              |         |
| 動力系統     | 燃油系統         | 派克汉尼汾公司                      | 美國          |              | [ 126 ] |
| 動力系統     | 油箱惰化系统     | 派克汉尼汾公司                      | 美國          |              | [ 126 ] |
| 動力系統     | 液压系统         | 派克汉尼汾公司                      | 美國          |              | [ 126 ] |
| 動力系統     | 主飞控作动系统   | 派克汉尼汾公司                      | 美國          |              | [ 126 ] |
| 動力系統     | 电源系统         | 汉胜公司                            | 美国          |              | [ 126 ] |
|              | 全动模拟机       | 洛克威爾柯林斯                      | 美国          |              | [ 126 ] |

## 機型規格

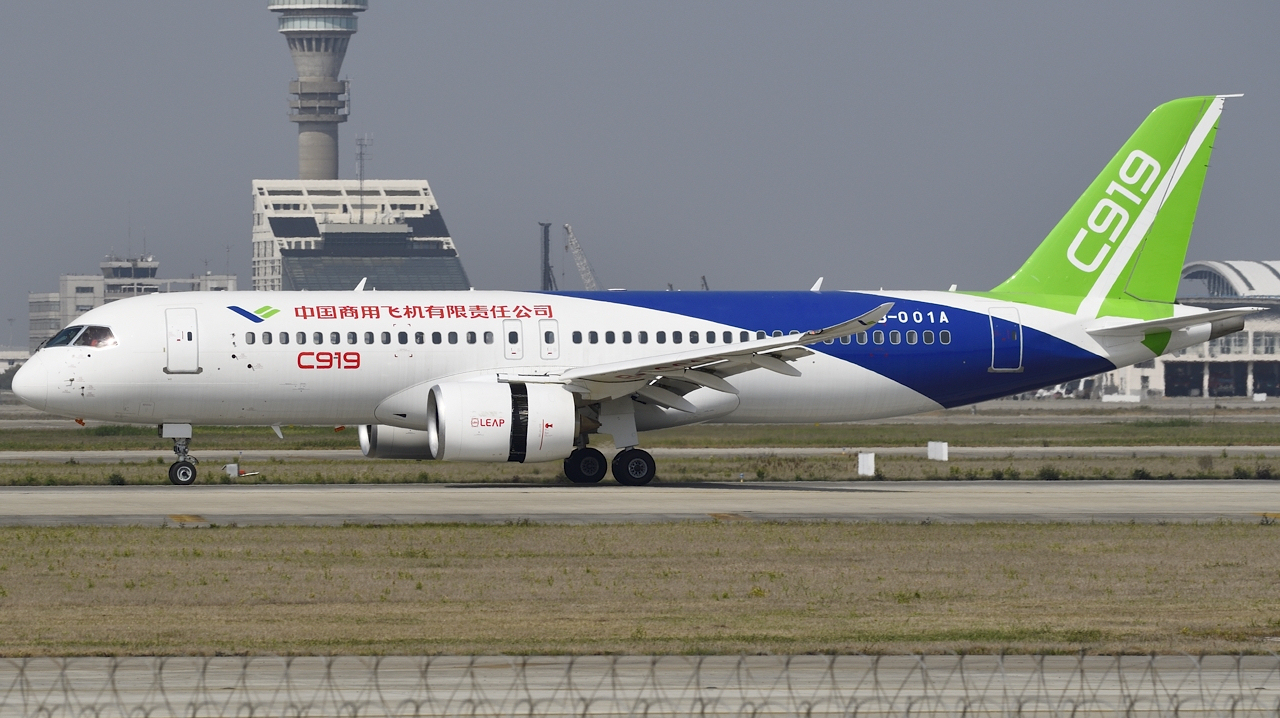
C919

在參數方面，同美國與歐洲的產品比較C919，其各機型在安全與體驗方面相仿，艙內空間佈局可以與A320一起達到先進水平，但在成本效益上由於多採用成熟技術。即使是看C919增程版本，公佈的最大飛行距離為5555公里，航程相對較短，如只針對在中國營運的客戶做銷售機型產品能有一定競爭力，除了以下2款現有機型外，還有高原短艙與210座加長型正在研製中。而发动机方面，国产配套的长江1000系列发动机还在研制开发，故目前只有合資LEAP-1C可供買家選擇。
| 机型                                                            | C919 STD                                   | C919 ER                                    |
| --------------------------------------------------------------- | ------------------------------------------ | ------------------------------------------ |
| 飞行员数                                                        | 2                                          | 2                                          |
| 座位数                                                          | 158（2级） 168（1级） 174（1级高密度）     | 158（2级） 168（1级） 174（1级高密度）     |
| 长度                                                            | 38.9（127英尺7英寸）                       | 38.9（127英尺7英寸）                       |
| 翼展                                                            | 33.6（110英尺3英寸）                       | 33.6（110英尺3英寸）                       |
| 机翼面积                                                        | 129.15平方（1,390.2平方英尺）              | 129.15平方（1,390.2平方英尺）              |
| 高度                                                            | 11.95（39英尺2英寸）                       | 11.95（39英尺2英寸）                       |
| 机身高度                                                        | 4.166（13英尺8.0英寸）                     | 4.166（13英尺8.0英寸）                     |
| 机身宽度                                                        | 3.96（13英尺0英寸）                        | 3.96（13英尺0英寸）                        |
| 标准商载                                                        | 15,010（33,090磅）                         | 15,010（33,090磅）                         |
| 最大商载                                                        | 18,900（41,700磅）                         | 18,900（41,700磅）                         |
| 运营空重                                                        | 45,700（100,800磅）                        | 45,700（100,800磅）                        |
| 最大起飞重量                                                    | 75,100（165,600磅）                        | 78,900（173,900磅）                        |
| 最大着陆重量                                                    | 67,800（149,500磅）                        | 67,800（149,500磅）                        |
| 最大燃油容量                                                    | 24,917公升（5,481英制加侖；6,582美制加侖） | 24,917公升（5,481英制加侖；6,582美制加侖） |
| 巡航马赫数                                                      | 0.785                                      | 0.785                                      |
| 标准商载航程                                                    | 4,139（2,235海里）                         | 5,576（3,011海里）                         |
| 满载航程                                                        | 2,629（1,420海里）                         | 3,922（2,118海里）                         |
| 客舱压力高度                                                    | 2,400（7,900英尺）                         | 2,400（7,900英尺）                         |
| 初始巡航高度                                                    | 10,668（35,000英尺）                       | 10,668（35,000英尺）                       |
| 實用升限                                                        | 12,100（39,700英尺）                       | 12,100（39,700英尺）                       |
| 起飛所需跑道長度 （於最大起飛重量，国际标准大气海平面，乾跑道） | 2,052（6,732英尺）                         | 2,125（6,972英尺）                         |
| 着陆所需跑道長度 （於最大着陆重量，国际标准大气海平面，乾跑道） | 1,778（5,833英尺）                         | 1,778（5,833英尺）                         |
| 发动机（×2）                                                    | CFM International LEAP-1C                  | CFM International LEAP-1C                  |
| 发动机最大推力（×2）                                            | 129.98—137.14千牛頓（29,220—30,830磅力）   | 129.98—137.14千牛頓（29,220—30,830磅力）   |

## 運營航司
| 航空公司     | 涂装 | 服役中客機 | 即將待交付客機 | 備註       |
| ------------ | ---- | ---------- | -------------- | ---------- |
| 中國東方航空 |      | 10         |                |            |
| 中國南方航空 |      | 5          |                |            |
| 中國國際航空 |      | 3          | 1              | 均為延遠型 |
| 金鵬航空     |      |            | 1              | 均為延遠型 |

## 订单與意向数据
截至2022年10月，C919客机共获得来自28家用户的启动订单，其中包括中国国内航空公司8家，中国境内及境內外租赁公司17家。
2021年3月1日，中国东方航空集团有限公司与中国商用飞机有限责任公司签署C919大型客机购机合同，成為第一家航司訂購C919機種，东航作为C919的启动用户，首批5架飛機最快將自2022年底起开始交付。
2022年10月1日，尼日利亚航空部部长在于蒙特利尔召开的国际民航组织第41届大会上表示，尼日利亚将考虑购买C919飞机加入其仍在筹备阶段的载旗航空尼日利亚航空机队。2022年11月8日，中国商飞公司也變成与多家飞机租赁公司签署了正式合同，总共330架国产飞机的确认订单协议落地，標誌商飛終於取得穩固訂單開始組裝產線，其中包括300架C919飞机。客户为国银金租（50架），交银金融租赁下属爱尔兰子公司（50架），浦银金融租赁（30架），工银金租（50架），建设银行旗下全资公司建信金融租赁公司（50架），招银金租（50架），苏银金租（20架）。
2023年9月10日上午，中国商用董事长贺东风表示，中国商飞已经交付了2架C919，订单量已经达到1061架。2023年9月28日，中國東方航空和中國商飛簽訂協議，在2021年訂購首批5架的基礎上再訂購100架C919大型客機，真正的航司確定下訂意義重大，飛機的生產需求始能托底，得以啟動展望中把做大實踐的產能爬坡，此次購買的C919客機按計劃將於2024年至2031年分批交付。
2023年12月22日，中國國航公告擬訂購6架C919及11架ARJ21等國產飛機，預計於2024至2025年交付。同时根據本次國航公告中所載中國商飛2024年目錄價格，每架C919目錄單價目前為1.08億美元，而同年9月中國東航100架C919訂單中的目錄單價為0.99億美元，顯示C919的2024年目錄價格出現上漲。2024年4月26日，中國國航向中国商飞確認购买100架C919飞机。
2024年2月20日，西藏航空与中国商飞在2024年新加坡航展期间签署40架高原型C919订单，成为这一机型的启动客户。
2024年4月27日，海南航空集團宣布考慮訂購C919飞机，預計將由下属子公司乌鲁木齐航空、关联方金鹏航空各負責接收30架。 
2024年4月29日，中國南航宣布向中国商飞訂購100架C919飞机。
2025年，隨著特朗普貿易戰的白熱化，瑞安航空是首個公開表達有採購意願的歐美航空公司，只要成本合適即會考慮，不過因為適航證問題，該想法尚處於早期階段，業內分析指瑞安此舉旨在爭取與波音討價還價。馬來西亞航空也表示不排除研究引入多款商飛客機的可能性。

### 民航交付数据
| 注册号码 | 累计架次 | 生产序列号 | 交付航司      | 交付日期 | 交付型号 | 备注 |
| -------- | -------- | ---------- | ------------- | --- | -------- | --- |
| B-919A   | 第1架    | 00007      | 中国东方航空  | 2022年12月9日 | 标准航程 | 該機為定型量產第一架（原型机6架），首架交付机已于2023年5月28日正式开始商业运营，执行MU9191航班，从上海虹桥飞往北京首都机场。2024年2月17日前往新加坡参加新加坡航展。MU2152航班的东航C919国产大飞机(注册号为B-919A)，塗裝有全球首架特殊標記，同年十一月也成為首架完成發動機置換作業大檢的機材。 |
| B-919C   | 第2架    | 00008      | 2023年7月16日 | 第二架C919将与首架机“搭档”，首先投入东航“上海虹桥—成都天府”沪蓉空中快线。                                                                                               | 标准航程 | |
| B-919D   | 第3架    | 00009      | 2023年12月9日 | 該機接收後暫時沒有馬上投入營運，做內部使用，預計會投放到新航線上，2024年1月9日起，执飞上海虹桥-北京大兴航线；2024年3月9日起从上海-成都航线，改到西安咸阳—上海虹桥航线。 | 标准航程 | |
| B-919E   | 第4架    | 00010      | 2024年1月2日  | 春運期間投用沪蓉航線。 | 标准航程 | |
| B-919F   | 第5架    | 00011      | 2024年3月1日  | 執行2024年6月1日MU7191及MU7192航班，由上海虹橋飛抵香港，成功完成此機型首次境外商業載客飛行。                                                                            | 标准航程 | |
| B-919G   | 第6架    | 00012      | 2024年5月27日 | 东航新增100架订单的首架机。相比前五架，對艙內IFE做了些許升級。 | 标准航程 | |
| B-919H   | 第7架    | 00013      | 2024年7月29日 | | 标准航程 | |
| B-919J   | 第8架    | 00018      | 中国南方航空  | 2024年8月28日 | 标准航程 | B-919J是南方航空接收的第一架機體，塗裝多了紅色的「C919」字樣。 2024年9月19日首次执飞CZ3539航班，航线为广州白云-上海虹桥 |
| B-919X   | 第9架    | 00019      | 中国国际航空  | 2024年8月28日 | 延遠型   | 是國航的第一架C919，試飛時編號B-002M，首次選用158座佈局 2024年9月10日首次执飞CA1523航班，航线为北京首都-上海虹桥。9月11日起常态化执飞北京首都-上海虹桥、北京首都-杭州萧山航线，航班号分别为CA1507/1508和CA1722/1727。                                                                         |
| B-657S   | 第10架   | 00014      | 中国东方航空  | 2024年9月30日 | 标准航程 | 為東航第八架C919，9月30日由浦東機場飛抵虹橋機場，正式加入東航機隊。飞上海虹桥机场到成都天府机场，每天三航班。 |
| B-657J   | 第11架   | 00020      | 中国南方航空  | 2024年10月25日 | 标准航程 | |
| B-919Y   | 第12架   | 00021      | 中国国际航空  | 2024年11月5日 | 延遠型   | |
| B-657T   | 第13架   | 00015      | 中国东方航空  | 2024年11月28日 | 标准航程 | 首架搭载客舱局域网服务功能的C919。試飛時編號B-002H 2025年1月1日首飞上海虹桥-香港的MU721/722航班，同时贴有央视新闻“闪耀中国红”贴纸。 |
| B-657X   | 第14架   | 00022      | 中国南方航空  | 2024年12月19日 | 标准航程 | 機身覆蓋有廣汽“傳祺嚮往”彩繪貼紙。 |
| B-919Z   | 第15架   | 00023      | 中国国际航空  | 2024年12月28日 | 延遠型   | |
| B-658E   | 第16架   | 00016      | 中国东方航空  | 2024年12月31日 | 标准航程 | 東航於2024年接受的第六架C919，並使C919機隊邁入二位數，該機同樣有閃耀中國紅貼紙。 |
| B-658N   | 第17架   | 00024      | 中国南方航空  | 2025年4月30日 | 标准航程 | |
| B-658P   | 第18架   | 00025      | 中国南方航空  | 2025年5月21日 | 标准航程 | |
| B-658H   | 第19架   | 00027      | 中国国际航空  | 2025年6月 | 延遠型   | |
| B-002C   | 第20架   | 00033      | 中国东方航空  | 2025年6月26日 | 標準航型 | |
| B-919T   | 第21架   |            | 金鹏航空      | | 延遠型   | |

### 详细订购与持有数据
| 客户                      | 订单數量     | 订单數量        | 订单數量 | 订单數量 | 备注                                                                          |
| 客户                      | 确认订购数量 | 意向/谅解备忘录 | 未說明   | 合计     | 备注                                                                          |
| ------------------------- | ------------ | --------------- | -------- | -------- | ----------------------------------------------------------------------------- |
| 中国国际航空              | 100          | 0               | 0        | 100      | 2024年4月，國航宣布向商飛公司購買100架C919飛機，預計將從2024-2031年分批交付。 |
| 中国东方航空              | 105          | 0               | 0        | 105      | 启动用户，首架编号为B-919A                                                    |
| 中国南方航空              | 100          | 20              | 0        | 120      |                                                                               |
| 海南航空                  | 0            | 60              | 20       | 80       |                                                                               |
| 西藏航空                  | 40           | 0               | 0        | 40       | 為“高原型”型號，將和中國商飛聯合研製                                          |
| 乌鲁木齐航空              | 30           | 0               | 0        | 30       |                                                                               |
| 国银金融租赁              | 50           | 0               | 0        | 50       | 国家开发银行旗下租赁公司                                                      |
| 通用电气金融航空服务      | 10           | 10              | 0        | 20       | 通用电气旗下租赁公司                                                          |
| 工银金融租赁              | 50           | 50              | 0        | 100      | 中国工商银行旗下租赁公司                                                      |
| 四川航空                  | 0            | 0               | 20       | 20       |                                                                               |
| 交银金融租赁              | 50           | 0               | 0        | 50       | 交通銀行旗下租赁公司                                                          |
| 中國飛機租賃              | 0            | 0               | 20       | 20       | 中國光大集團轄下租赁公司                                                      |
| 中银航空租赁              | 0            | 0               | 20       | 20       | 中国银行旗下飞机租赁公司                                                      |
| 农银金融租赁              | 20           | 10              | 45       | 75       | 中国农业银行旗下租赁公司                                                      |
| 建信金融租赁              | 50           | 0               | 0        | 50       | 中国建设银行旗下租赁公司                                                      |
| 河北航空                  | 0            | 0               | 20       | 20       |                                                                               |
| 幸福航空R                 | 0            | 0               | 20       | 20       |                                                                               |
| 兴业金融租赁              | 0            | 0               | 20       | 20       | 兴业银行旗下租赁公司                                                          |
| 招银金融租赁              | 50           | 0               | 0        | 50       | 招商银行旗下租赁公司                                                          |
| 华夏金融租赁              | 0            | 20              | 0        | 20       | 华夏银行旗下租赁公司                                                          |
| 平安国际融资              | 0            | 50              | 0        | 50       | 中国平安旗下租赁公司                                                          |
| 中信租赁                  | 18           | 18              | 0        | 36       | 中国中信集团旗下租赁公司                                                      |
| 浦銀租賃R                 | 30           | 0               | 0        | 30       | 上海浦东发展银行及中國商飛旗下租赁公司                                        |
| 光大金融租賃              | 0            | 30（框架協議）  | 0        | 30       | 中國光大銀行旗下租赁公司                                                      |
| 中核建融资租赁            | 20           | 20              | 0        | 40       | 中国核工业建设集团旗下租赁公司                                                |
| 华宝都鼎（上海）融资租赁R | 15           | 15              | 0        | 30       | 寶武鋼鐵旗下租賃公司                                                          |
| 中航国际租赁R             | 15           | 15              | 0        | 30       | 中国航空工业集团旗下租赁公司                                                  |
| 华融金融租赁              | 30           | 0               | 0        | 30       | 中国华融旗下租赁公司                                                          |
| 華夏航空                  | 50           | 0               | 0        | 50       | 部分訂單可轉移至訂購ARJ21                                                     |
| 苏银租赁                  | 20           | 0               | 0        | 20       | 江苏银行旗下租赁公司                                                          |
| 合计                      | 853          | 318             | 185      | 1356     |                                                                               |

以R標注的客戶為中國商飛或/及其股東的關聯公司，合共購入100架。

## 争议

### 發動機供應問題
雖然C919有60%部件已經達至國產化，但由於飛機是面向全球市場，所以與波音及空中巴士一樣，部分部件採取全球供货。當中如飛機的動力系統、航電飛控系統、燃油系統、電源系統、起落架等關鍵領域技術尚未完成國產化，因此采用了和目前世界主流客机制造商一致的主制造商-供应商模式，使用国际主流供应商的产品或与之形成中外合资企业进行制造。
2020年，多家新闻媒体报道称美国政府考虑禁止通用电气向中国出口CFM LEAP-1C引擎，但最终依然批准了通用电气的出口执照。。不過该禁令傳聞引发了中国国内是否需要尋找替代通用电气引擎的讨论，認為在中美關係急劇轉差的背景下需要為為核心部件的來源多元化或國產化，不能過份依賴美國或其他單一國家。有分析認為俄羅斯伊爾庫特MC-2客機上的PD-14引擎或运-20上的涡扇-20均被认为有可能成为替代品。不過由於計劃已步入最終階段，臨時改用其他引擎的实际可行性存疑，而且任何对于C919发动机型号的更改都可能造成飞机的延迟交付以及客户流失。中國航發研發中的CJ-1000A「長江」发动机被规划為C919遠期的国产发动机，可以避開美國的掣肘，該项目也被纳入“十四五”计划的重點項目。
2020年2月18日，美国总统特朗普稱，仍对包括中国在内的其他国家的交易持开放态度，他表示美国不會變成“一個讓那些計畫購買美國商品的國家難以打交道的国家”，也不会以国家安全借口，使美国公司為保持競爭力而離開美國。他還補充說：“希望中國購買我們的噴氣發動機，我們有世界上最好的噴氣發動機。”特朗普又表態不會將市場拱手讓給競爭對手，他看到一些貿易規定正在傳閱階段，形容有關規定是“荒謬的”。特朗普總結指出，希望其他地方更容易與美國做生意，而非更加困難。。
2021年，中国航发耗资100亿在成都建设反推/短舱专业化制造基地，被认为与CJ-1000的研发有关。

### 飛行異常
2023年2月1日，中國東方航空注冊編號為B-919A的C919客機原訂早上從上海虹橋國際機場飛往北京大興國際機場，然後轉往合肥新橋國際機場。然而客機當天並未飛往合肥，北京至合肥的MU7819航班和合肥至上海的MU7820航班均於航班追蹤網站上標示取消。網傳飛機左發動機反推故障，但東航並未就此回應。

## 相关作品
- 2015年中國商飛推出谭晶主唱的《翱翔藍天》MV作為C919幕後無數航空人的主題曲[202]。
- 2017年9月24日21:40在东方卫视播出的纪录片《起飞，中国》讲述的内容即为C919的研发制造过程[203]。
- 2022年－2023年播出的民航題材電視劇向風而行中的虛構國產商業客機「D191」即參考中國商飛C919。